# ستسيل الدماء
ستسيل الدماء (بالإنجليزية: There Will Be Blood)‏ أنتج في عام 2007 هو فيلم دراما أمريكي كتبه وأخرجه وشارك بإنتجه بول توماس أندرسون وهو من بطولة دانيال دي لويس وبول دانو الفيلم يحكي قصة عامل منجم فضه يبدل عمله ليصبح رجل نفط سعيا وراء تحقيق الثروة في وقت الفورة النفطية في جنوب كاليفورنيا.
اقتبس الفيلم عن رواية «نفط» التي صدرت عام 1926 للكاتب الاشتراكي الأميركي أبتون سنكلير، وهاجم فيها أقطاب النفط الأميركيين، وحذر من هيمنتهم وإشعالهم الحروب وتدميرهم البيئة، وفقا لأفكاره الرافضة لتوحش الرأسمالية. حظي الفيلم بإشادة واسعة من النقاد، فجاء ترتيبه الثالث ضمن قائمة أعظم 100 فيلم في القرن الـ21، وفقا لاستطلاع أجرته شبكة «بي بي سي» لآراء 177 ناقدا سينمائيا حول العالم. كما تصدّر قائمة أفضل 25 فيلما من كلاسيكيات المستقبل، لصحيفة «نيويورك تايمز» (NYTimes)، ورغم ذلك لم يفز سوى بجائزتي أوسكار، بالإضافة إلى 115 فوزا و136 ترشيحا آخر.
لكن هذا لا يقلل من إصرار النقاد على تفرده الأسطوري، باختلافه عن النمط السائد في معظم الأفلام الأميركية، من خلال اعتماده التجريد ومزجه بين الواقعية والرمزية، عبر صراع وجودي بين شريرين: الرأسمالي الجشع دانيال بلينفيو (دانيال داي لويس)، والواعظ الفاسد إيلي صنداي (بول دانو)، يثبت أنهما وجهان لعملة واحدة.

## الرواية
دانييل بلانفيو، وحش أطلقه المخرج بول توماس أندرسون، ليدعم به أفكاره الاشتراكية تجاه صعود الرأسمالية وتغوّلها. ويرفع ضربات قلب من يشاهده أول 15 دقيقة، وهو يعافر في قاع منجم مظلم خانق، لاستخراج الفضة، وعندما يسقط وتُكسر ساقه، يسحب نفسه إلى القمة بإصرار مذهل. يبدو واثقا من نفسه تماما، ويجسد صورة للقتال والخوف الذكوريين، والاستعلاء بالمال للاستغناء عن الآخرين، فأعداؤه هم: الله والإنسان.
وحيد غامض بلا ماض، شديد الغضب، يتمتع بقسوة لا مثيل لها، كأنه يعاني خللا روحيا يولّد لديه طاقة عصبية ذاتية التدمير. فليست لديه أسرة ولا أصدقاء، فقط ابن بالتبني هو إتش دبليو (ديلون فريسير) استغله ليبدو أمام الناس رجل عائلة، ثم تبرّأ منه، ورجل ادعى أنه أخوه العائد هنري (كيفن جيه أوكونور) فقتله في النهاية. لذا، توقع المعهد الأميركي للأفلام (AFI) «أن تصبح شخصية بلينفيو، الغنية جدا والشاهقة جدا، علامة في تاريخ السينما». لكن بلينفيو لا يخلو من نقاط ضعف، أخطرها عدوه اللدود الواعظ إيلي صنداي الذي اضطر بلينفيو لشراء مزرعة عائلته لامتلاك بحار النفط الكامنة تحتها.
وفي خضم المعركة بين جشع بلينفيو النهم، وتدين إيلي الزائف، استخدم أندرسون النجم بول دانو لأداء دور مزدوج لشخصية التوأمين صنداي. «بول» الثلجي الوجه الساذج، و«إيلي» القس الشرير الأملس، دون أن يظهرهما معا في مشهد واحد، محاولا إيهامنا بأنهما يمكن أن يكونا شخصا واحدا يمثل الخير والشر معا.
إيلي صنداي، الواعظ ذو الوجه الطفولي الماكر والشراسة غير المتوقعة، هو الوجه الآخر للانتهازية والرغبة في الصعود بأي ثمن، فبعد أن كان واعظا أقصى طموحه أن يبني كنيسة جديدة، إذا به ينزلق كثعبان نحو اللعبة. بعد أن كبر إتش دبليو وأراد أن يرحل ليؤسس شركته الخاصة. هاجمه بلينفيو مستهزئا بصممه، وأخبره أنه مجرد لقيط. في لحظة أداء عبقرية استحق عليها جائزة الأوسكار، ينقسم وجه لويس داي إلى نصفين، أحدهما يفيض حزنا وحسرة على الولد، والآخر يفيض غضبا وقسوة وهو يطرده. نفس الوجه الذي هاجم بنصفه الغاضب أخاه المزيف هنري حتى قتله، ثم بكى إلى جوار جثته بنصفه البائس. كما نظر إلى إيلي في مشهد النهاية، بهدوء مصطنع من نصف وجهه، ونية الغدر تنضح من النصف الآخر.
بعد أن أصبح دانيال بلينفيو وحيدا في بيته الكئيب، نصل إلى المواجهة الفاصلة في الصراع، عندما يكتشف إيلي أن كل النفط أصبح ملكا لعدوه المهيمن بلينفيو، الذي يسحبه من تحت الجميع ونكتشف نحن أن إيلي وبلينفيو رأسماليان، الفارق أن إيلي يفعل ذلك تحت ستار الدين الذي يعتبره بلينفيو في حكم الماضي، معتبرا أنه لم يعد يحتاج إلى الدين في القرن العشرين، لأن احتياج الناس إلى النفط سيصبح أكثر، معلنا أن نبي تلك المرحلة هو من سيتحكم في الطاقة، وهو يصرخ في وجه إيلي قبل أن يجهز عليه صارخا «أنا الوحي الثالث».

## الموسيقي المنذرة بالشر القادم
برعت موسيقى جوني غرينوود الثورية الجامحة في نقل إحساس الصحراء القاحلة والشمس المتوهجة والصراعات القاسية، فأضفت على أجواء صناعة النفط قوة غامضة، ورُشحت لجائزة بافتا، باعتبارها انفجارا صوتيا يعيد اختراع موسيقى الأفلام. حيث تتعالى فيه أصوات الأبواق المعدنية المزعجة المستوحاة من اصطدام قطع الحديد، وضوضاء تروس آلات الحفر، ورنين العملات المعدنية، لتوحي بحياة صعبة وتنذر بميلاد شر جديد مجهول. عندما تستقبلنا أوركسترا غرينوود بأعلى تردد، وهي تزف المشاهد الافتتاحية بصخب مشؤوم، ونحن نرى المناظر الطبيعية الجبلية الصارخة، حيث يعمل بلينفيو بعصبية بلا توقف تحت الأرض.

## روابط خارجية
- ستسيل الدماء على موقع IMDb (الإنجليزية)
- ستسيل الدماء على موقع ميتاكريتيك (الإنجليزية)
- ستسيل الدماء على موقع الموسوعة البريطانية (الإنجليزية)
- ستسيل الدماء على موقع روتن توميتوز (الإنجليزية)
- ستسيل الدماء على موقع قاعدة بيانات الأفلام العربية
- ستسيل الدماء على موقع ألو سيني (الفرنسية)
- ستسيل الدماء على موقع Turner Classic Movies (الإنجليزية)
- ستسيل الدماء على موقع أول موفي (الإنجليزية)
- ستسيل الدماء على موقع بوكس أوفيس موجو (الإنجليزية)
- ستسيل الدماء على موقع فيلمافينيتي (الإسبانية)